# 希爾伯特第十二問題
希爾伯特第十二問題（英語：Hilbert's twelfth problem）是希爾伯特的23個問題之一，將只適用有理数域下阿贝耳扩张的克罗内克－韦伯定理，擴展到任意的代數數域。利用複乘已可將克罗内克－韦伯定理延伸到虛二次域。進一步的擴展（克羅內克的青春夢（德語：Kronecker Jugendtraum））到2008年為止尚未解決。一般認為十九世紀德國數學家利奧波德·克羅內克（Leopold Kronecker）將這個和複乘有關的問題視為「年輕時最親愛的夢想」（liebster Jugendtraum）。

## 外部連結
- On the History of Hilbert's Twelfth Problem （页面存档备份，存于）
- WolframAlpha, Hilbert's twelfth problem[永久]